# Abu Simbel
Abu Simbel (auch Abu Simbal, Ebsambul oder Isambul; arabisch أبو سنبل, DMG Abū Sinbal oder أبو سمبل / Abū Simbal) ist ein Ort im ägyptischen Teil Nubiens, etwa 240 Kilometer südwestlich von Assuan. Die nur etwas über 2600 Einwohner zählende Ortschaft (Berechnung: 2012) ist bekannt durch die hier im 13. Jahrhundert v. Chr. errichteten Felsentempel des Königs (Pharao) Ramses II. aus der 19. Dynastie des altägyptischen Neuen Reiches.
Die Tempel von Abu Simbel, der große Tempel zum Ruhm Ramses II. und der kleine Hathor-Tempel zur Erinnerung an Nefertari, dessen Große königliche Gemahlin, stehen seit 1979 auf der Weltkulturerbeliste der UNESCO. Sie erheben sich nach einer Versetzung in den 1960er Jahren heute auf einer Insel im Nassersee, die an der Nordwestseite durch einen befahrbaren Damm mit dem Ort Abu Simbel verbunden ist.

## Name
Der Name Abu Simbel ist eine europäische, teils durch Assimilation erreichte Verballhornung des arabischen Abu Sunbul, einer Ableitung von dem antiken Ortsnamen Ipsambul. In der Zeit der Könige des Neuen Reiches hatte die Region, in der die Tempel errichtet wurden, vermutlich den Namen Meha. Eine sichere Zuweisung konnte bislang jedoch nicht vorgenommen werden. Etwa 20 km südwestlich von Abu-Simbel befand sich das kleine Dorf Ibschek, das etwas nördlich des zweiten Nilkataraktes, im heutigen Sudan (Wadi Halfa Salient) überflutet vom Nubia-See, nahe der Grenze zu Ägypten lag.

## Lage und Klima
Koordinaten: 22° 21′ N, 31° 37′ O
Abu Simbel liegt im Süden Ägyptens unweit der Grenze zum Sudan. Der Ort gehört administrativ zum Gouvernement Aswan (Assuan). Die sudanesische Grenze im Südwesten befindet sich nur etwa 20 Kilometer entfernt, sie weicht hier vom 22. Breitengrad nördlicher Breite ab und bildet den Wadi Halfa Salient. Der Grenzverlauf ist jedoch umstritten, Ägypten beansprucht das Gebiet des Wadi Halfa Salient bis nach Süden zum 22. Breitengrad. Die nächstgelegene Stadt, Wadi Halfa, befindet sich 65 Kilometer südwestlich von Abu Simbel auf dem Staatsgebiet des Sudan am Ostufer des Nubia-Sees, so der sudanesische Name des Nassersees. Die Stadt wurde, wie die Tempel von Abu Simbel, aufgrund der Flutung des Niltals durch den Stausee auf höheres Gelände verlegt.
Mit der Gouvernement-Hauptstadt Assuan ist Abu Simbel durch eine Straße verbunden, die westlich des Nassersees durch die Libysche Wüste führt. Sie wird hauptsächlich von Touristenbussen genutzt, die Besucher zu den beiden Tempeln von Abu Simbel bringen, hat aber auch Bedeutung für die Bewässerungsprojekte des am Stausee gelegenen Teils der Wüste. Der Nassersee ist schiffbar, so dass Abu Simbel auch von der Seeseite aus angelaufen wird. Einige Kreuzfahrtschiffe befahren nur den See oberhalb des Assuan-Staudamms. Durch den Flughafen Abu Simbel ist der Ort auf dem Luftweg erreichbar.
Abu Simbel liegt in einer der wärmsten und trockensten Regionen Ägyptens. In den Sommermonaten liegen die Höchsttemperaturen im Durchschnitt bei gut 40 °C. Trotz der großen Temperaturunterschiede zwischen Tag und Nacht fallen im Sommer die Werte nur selten auf unter 20 °C. Die Winter sind mild mit Höchstwerten um die 25 °C, wobei nachts die Temperaturen teilweise auf unter 10 °C fallen können. Niederschläge sind hier so selten, dass man für Abu Simbel keine „Regenzeit“ angeben kann.

## Geschichte
In der Vergangenheit lag Abu Simbel am Westufer des Nils zwischen dem ersten und zweiten Katarakt. Katarakte sind durch Blöcke oder Felsriegel gegliederte Stromschnellen, sie waren für die Nilschifffahrt vor allem bei Niedrigwasser nur schwer passierbar. Heute sind die beiden genannten Katarakte bei Assuan und Wadi Halfa im Nassersee versunken, der nach Gamal Abdel Nasser, dem ehemaligen ägyptischen Präsidenten von 1954 bis 1970, benannt ist. Zur Zeit Ramses II. befand sich in der Nähe des zweiten Kataraktes die südliche Grenze des Pharaonenreiches. Der dortige Bau der Tempelanlagen von Abu Simbel sollte die Macht und ewige Überlegenheit Ägyptens gegenüber dem tributpflichtigen Nubien demonstrieren.
Durch den neuen Stausee wurde ganz Unternubien überflutet, die Bewohner wurden heimatlos und zu großen Teilen in den Bereich Assuan und Kom Ombo umgesiedelt. Nur in Abu Simbel entstand ein neuer Ort mit Hotel und Flugplatz. Aufgrund fehlender landwirtschaftlicher Flächen lebt die gesamte Bevölkerung heute vom Tourismus. Allerdings laufen seit der Jahrtausendwende verschiedene Projekte mit dem Ziel, die hochgelegenen Wüstenregionen durch Wasser aus dem See fruchtbar zu machen.

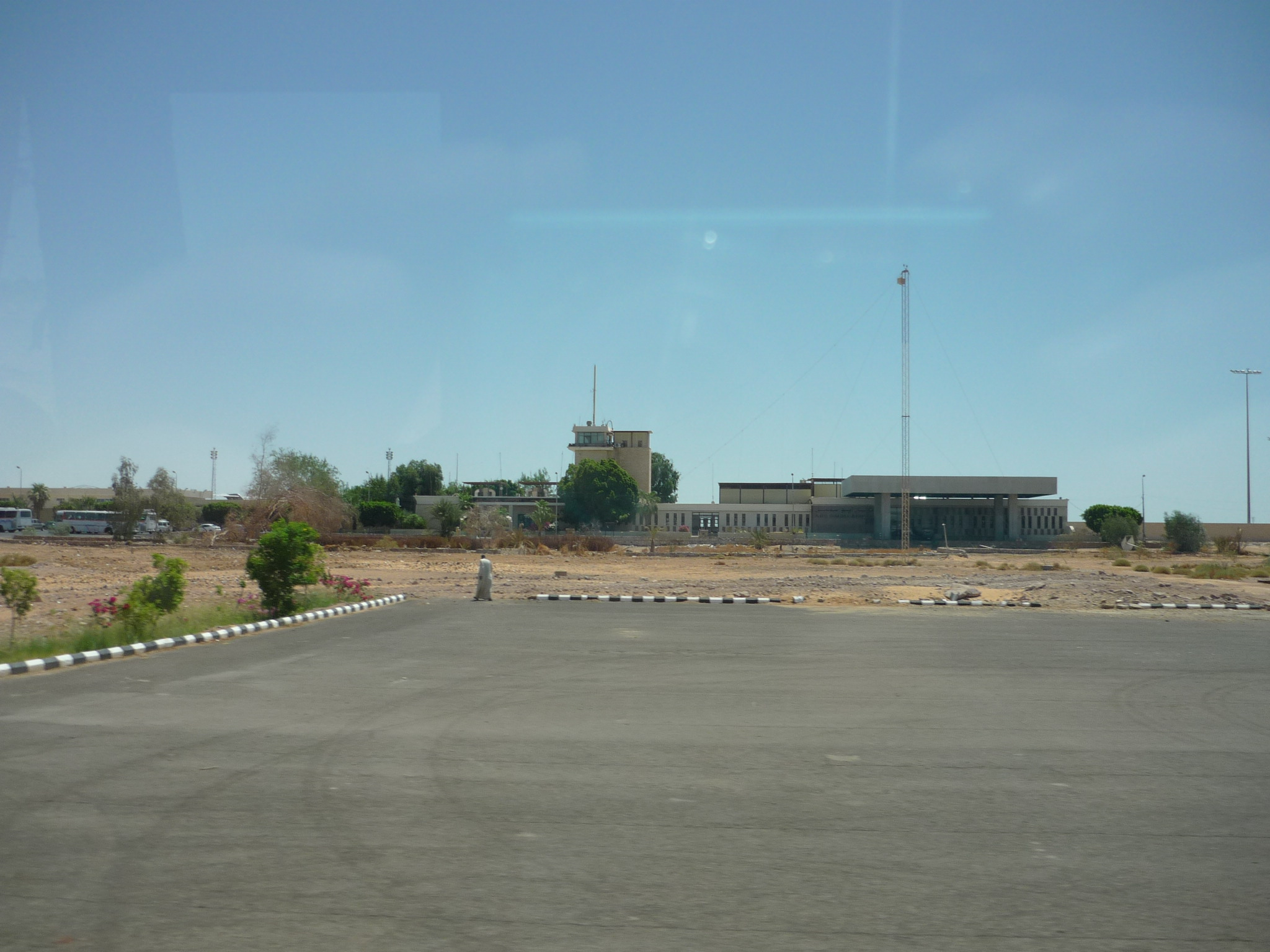
Flughafen von Abu Simbel
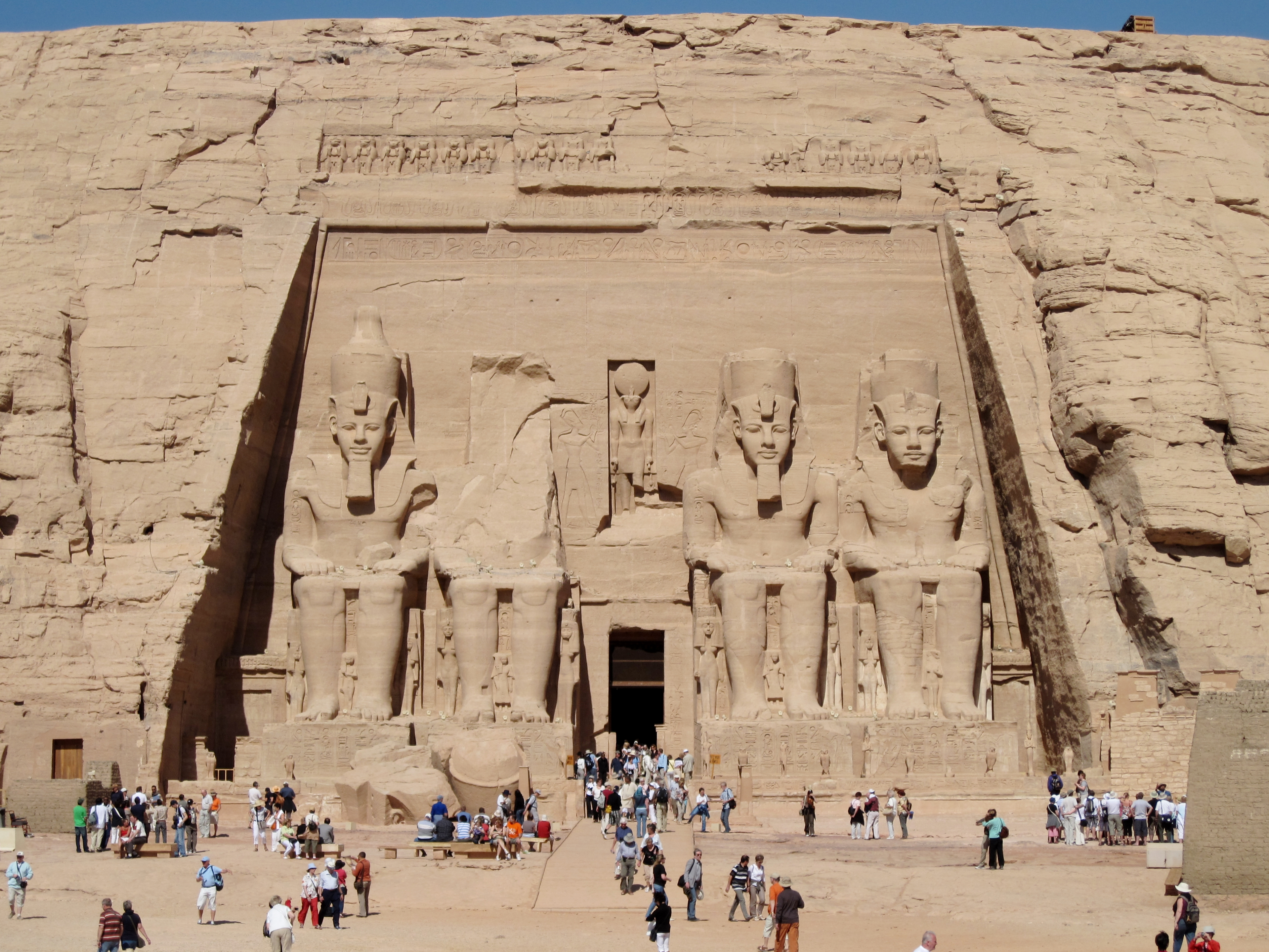
Großer Tempel Ramses II.
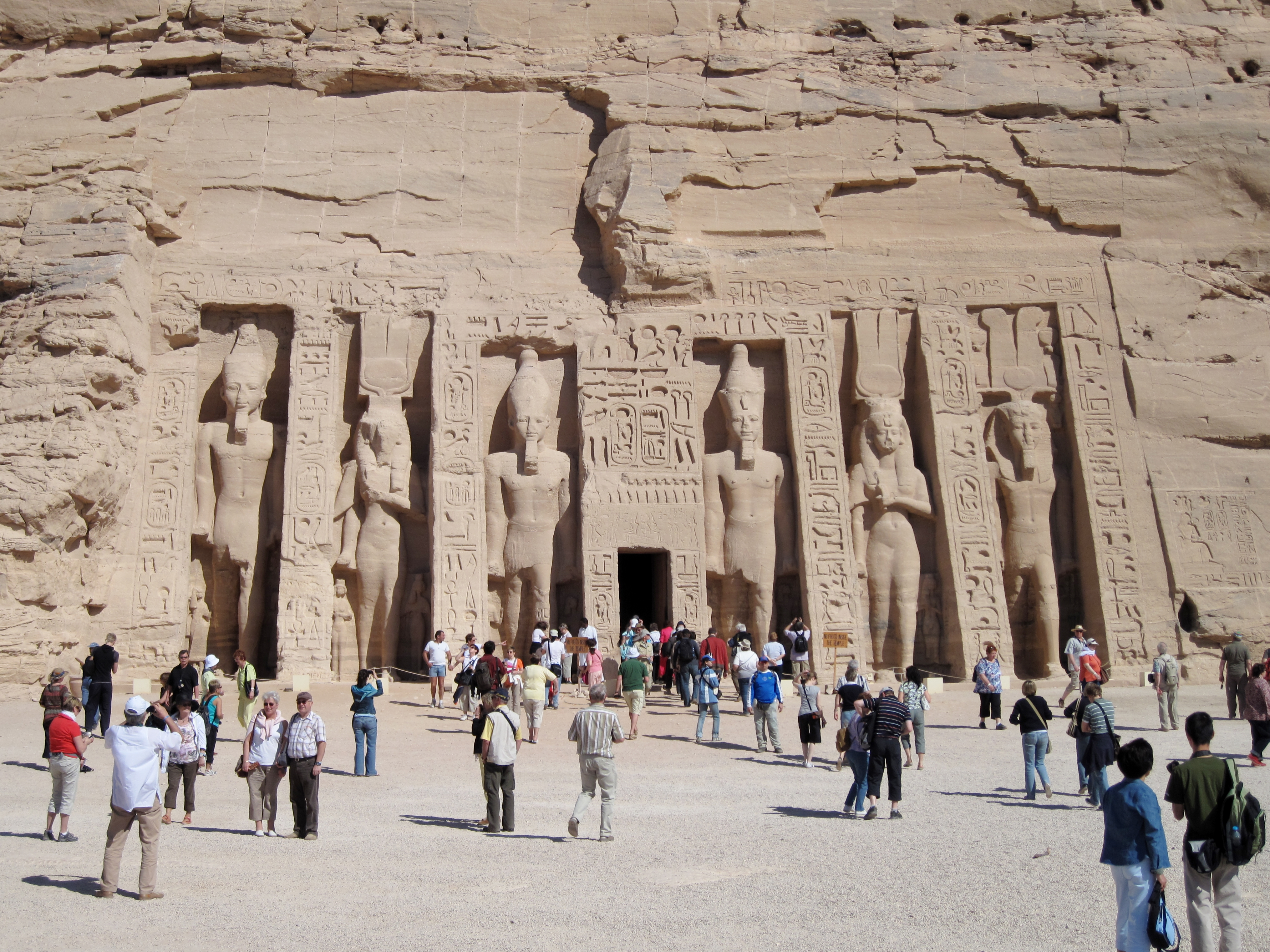
Hathor-Tempel der Nefertari
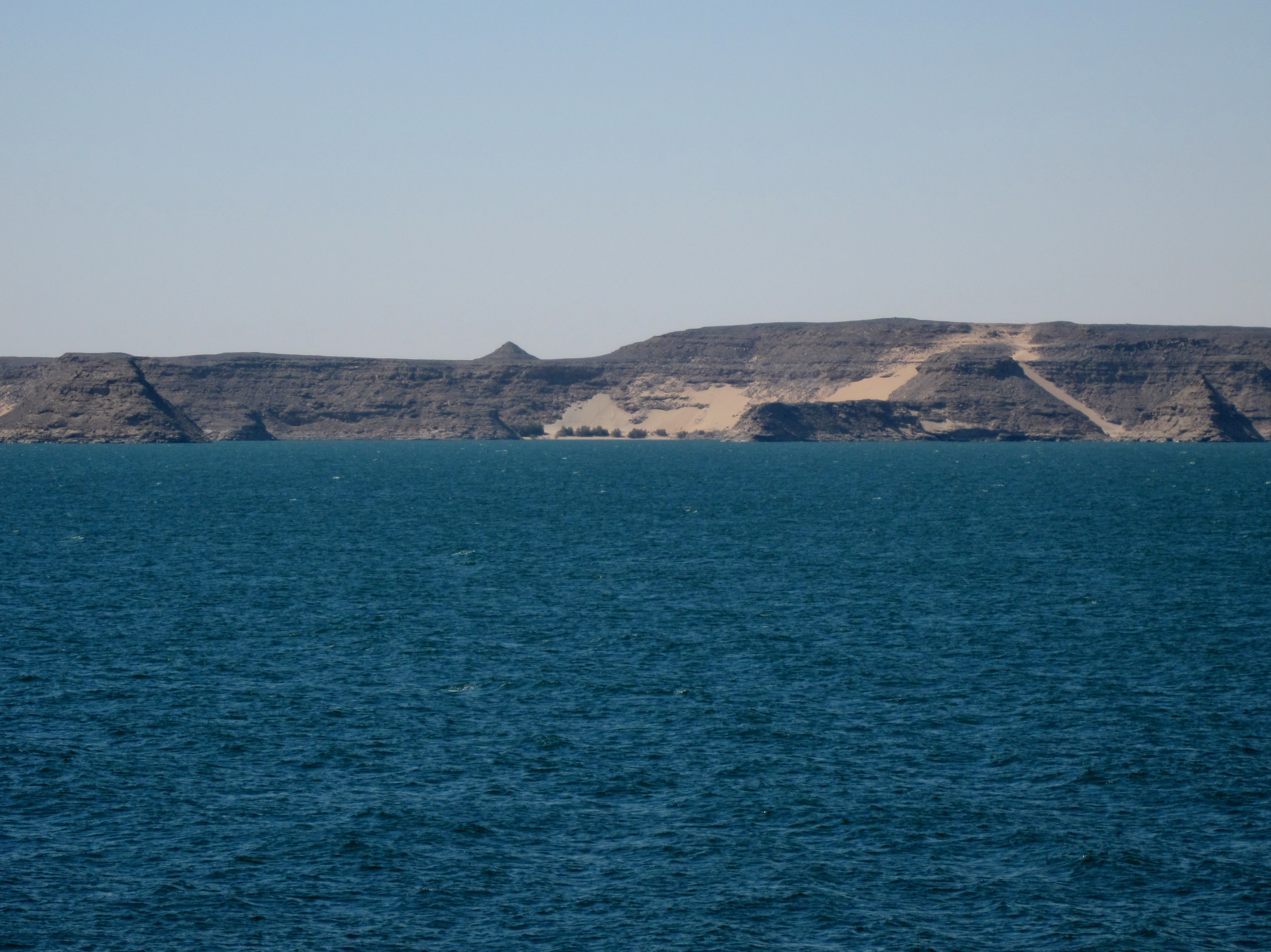
Nassersee bei den Tempelanlagen